# Cholmsk
Cholmsk (ryska Холмск) är en hamnstad  på sydvästra Sachalin i Sachalin oblast i Ryssland. Den ligger 83 kilometer väster om Juzjno-Sachalinsk. Folkmängden uppgår till cirka 29 000 invånare.

## Historia
Staden grundade 1870 som en militärpostering. Efter rysk-japanska kriget 1904-1905 hamnade staden under japansk kontroll liksom resten av södra Sachalin. Staden fick namnet Maoka (japanska 真岡).
20 augusti 1945 landsteg ryska trupper vid Maokas hamn och erövrade staden under mycket hårda strider. Staden fick sitt nuvarande namn 1946, från ryska ordet Cholm, som betyder kulle. Namnet anspelar på stadens läge på kullarna ovanför hamnen.

## Vänorter
Cholmsk är vänort med:
- Ansan, Sydkorea
- Otaru, Japan
- Kushiro, Japan (sedan 1975)